# Electrónica de estado sólido
La electrónica de estado sólido se ocupa de aquellos circuitos o dispositivos construidos totalmente de materiales sólidos y en los que los electrones, u otros portadores de carga, están confinados enteramente dentro del material sólido. El término se utiliza a menudo para contrastar con las tecnologías anteriores de vacío y dispositivos de tubo de descarga de gas y también se ha convenido en excluir del término estado sólido a los dispositivos electromecánicos (relés, interruptores, discos duros y otros dispositivos con partes móviles). Aunque estado sólido puede incluir sólidos monocristalinos , policristalinos y amorfos referidos a conductores eléctricos, aislantes y semiconductores, el material de construcción más a menudo utilizado es un semiconductor cristalino. Los dispositivos de estado sólido comunes incluyen transistores, microprocesadores y chips de memoria RAM. Un tipo especializado de RAM llamada memoria flash utilizada en las memorias USB y, más recientemente, en las unidades de estado sólido para sustituir a los discos duros magnéticos de rotación mecánica. Dentro del dispositivo tiene lugar una cantidad considerable de acción electromagnética y de mecánica cuántica. La denominación se impuso en la década de 1950 y en la de 1960, durante la transición desde la tecnología del tubo de vacío hacia los diodos y transistores semiconductores. Más recientemente, el circuito integrado (IC), el diodo emisor de luz (LED) y la pantalla de cristal líquido (LCD) han evolucionado como otros ejemplos de dispositivos de estado sólido.
En un componente de estado sólido, la corriente está confinada a elementos sólidos y compuestos diseñados específicamente para conmutarla y amplificarla. El flujo de corriente se puede entender de dos formas: como carga negativa de electrones y como deficiencias de electrones cargadas positivamente, denominadas huecos.
El primer dispositivo de estado sólido fue el "detector de bigotes de gato", utilizado por primera vez en 1930 en los receptores de radio. Se coloca un alambre similar a un bigote ligeramente en contacto con un cristal sólido (como el cristal de germanio) con el fin de detectar una señal de radio por efecto de la unión de contacto. El dispositivo de estado sólido hizo propiamente su entrada con la invención del transistor en 1947.